# Preludi corali di Kirnberger

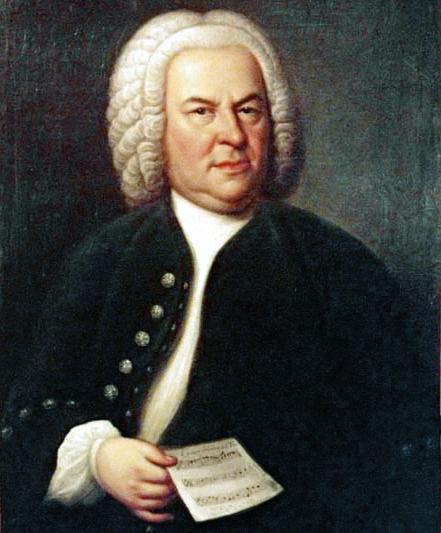
Johann Sebastian Bach.

Con preludi corali di Kirnberger BWV 690-713 ci si riferisce a un'antologia di preludi corali per organo attribuiti a Johann Sebastian Bach.

## Storia
Il manoscritto originale dei preludi corali venne acquistato da Johann Philipp Kirnberger, un ex allievo di Johann Sebastian Bach, dalla casa editrice Breitkopf di Lipsia nel 1777. Le composizioni non hanno una data, ma i musicologi le collocano intorno al 1708. Nel manoscritto della Breitkopf i brani erano disposti in ordine casuale e la grafia era di Johann Gottfried Walther, Johann Tobias Krebs e Johann Ludwig Krebs. 
La raccolta, che venne chiamata da Kirnberger Sammlung von varirten und fugirten Chorälen vor 1. und 2. Claviere und Pedal von J. S. Bach ("Raccolta di corali variati e fugati a uno o due manuali e pedaliera di Johann Sebastian Bach"), dopo la sua morte passò alla biblioteca Anna Amalia di Weimar.
Lo stile dei pezzi è abbastanza anonimo, e, in alcuni casi, ciò fece dubitare i musicologi circa la reale paternità di Bach su questi lavori. La parte più interessante della raccolta è costituita da otto fughette BWV 696-699, 701-704, elaborate su corali di avvento e di natale, e, forse, in origine facenti parte di una raccolta tematica separata.

## Struttura
| BWV | Titolo                                 | Periodo liturgico  | Tonalità     | Annotazioni |
| --- | -------------------------------------- | ------------------ | ------------ | --- |
| 690 | Wer nur den lieben Gott lässt walten   | Tempo ordinario    | La minore    | Preludio corale e corale armonizzato, entrambi manualiter.                                                                                              |
| 691 | Wer nur den lieben Gott lässt walten   | Tempo ordinario    | La minore    | Preludio corale manualiter. Esiste anche un'altra versione, catalogata come BWV 691a.                                                                   |
| 692 | Ach, Gott und Herr                     | Tempo ordinario    | Do maggiore  | Preludio corale manualiter. Ne esiste anche un'altra versione, catalogata come BWV 692a. Entrambe spurie, di Johann Gottfried Walther.                  |
| 693 | Ach, Gott und Herr                     | Tempo ordinario    | Do maggiore  | Preludio corale pedaliter. Spurio, di Johann Gottfried Walther.                                                                                         |
| 694 | Wo soll ich fliehen hin                | Tempo ordinario    | Sol minore   | Preludio corale pedaliter, con cantus firmus al pedale.                                                                                                 |
| 695 | Christ lag in Todesbanden              | Pasqua             | Re minore    | Fantasia a tre voci con cantus firmus al contralto e corale armonizzato, entrambi manualiter. Esiste anche un'altra versione, catalogata come BWV 695a. |
| 696 | Christum wir sollen loben schon        | Natale             | Re minore    | Fughetta manualiter. |
| 697 | Gelobet seist du, Jesu Christ          | Natale             | Do maggiore  | Fughetta manualiter. |
| 698 | Herr Christ, der ein'ge Gottes Sohn    | Natale             | Sol maggiore | Fughetta manualiter. |
| 699 | Nun komm, der Heiden Heiland           | Avvento            | Sol minore   | Fughetta manualiter. |
| 700 | Vom Himmel hoch, da komm' ich her      | Natale             | Do maggiore  | Preludio corale pedaliter. |
| 701 | Vom Himmel hoch, da komm' ich her      | Natale             | Do maggiore  | Fughetta manualiter. |
| 702 | Das Jesulein soll doch mein Trost      | Natale             | Sol maggiore | Fughetta pedaliter. Attribuzione dubbia, forse di Johann Ludwig Krebs.                                                                                  |
| 703 | Gottes Sohn ist kommen                 | Natale             | Fa maggiore  | Fughetta pedaliter. |
| 704 | Lob sei dem allmächtigen Gott          | Avvento            | Fa maggiore  | Fughetta manualiter. |
| 705 | Durch Adams Fall ist ganz verderbt     | Tempi penitenziali | Re minore    | Preludio corale pedaliter. |
| 706 | Liebster Jesu, wir sind hier           | Pentecoste         | La minore    | Preludio corale pedaliter. |
| 707 | Ich hab' mein' Sach' Gott heimgestellt | Tempo ordinario    | La minore    | Preludio corale pedaliter e corale. Attribuzione dubbia.                                                                                                |
| 708 | Ich hab' mein' Sach' Gott heimgestellt | Tempo ordinario    | La minore    | Corale armonizzato. Ne esiste anche un'altra versione, catalogata come BWV 708a. Attribuzione dubbia per entrambe.                                      |
| 709 | Herr Jesu Christ, dich zu uns wend'    | Tempo ordinario    | Sol maggiore | Preludio corale pedaliter. |
| 710 | Wir Christenleut'                      | Natale             | Sol minore   | Preludio corale pedaliter con cantus firmus al pedale.                                                                                                  |
| 711 | Allein Gott in der Höh' sei Ehr'       | Natale o pasqua    | Sol minore   | Bicinium. |
| 712 | In dich hab' ich gehoffet, Herr        | Tempo ordinario    | La minore    | Fughetta manualiter. |
| 713 | Jesu meine Freude                      | Natale             | Re minore    | Fantasia manualiter. Ne esiste anche una versione in mi minore, catalogata come BWV 713a.                                                               |